# Премія Германа Кестена
Премія імені Германа Кестена (нім. Hermann-Kesten-Preis), офіційно — медаль Германа Кестена (нім. Hermann-Kesten-Medaille) — німецька літературна премія, яка щорічно вручається за видатні зусилля в підтримці переслідуваних письменників від імені PEN Center Germany, згідно з принципами Хартії міжнародного ПЕН-клубу. Премія названа на честь Германа Кестена (1900—1996), який був першим, кого у 1985 році ПЕН-центр ФРН відзначив даною нагородою.
До 1993 року цю премію присуджували щодвароки, а з 1994 року її призначають щорічно. Станом на 2000 рік переможці отримують грошову винагороду в розмірі 10 000 євро.
Нагорода — одна з багатьох нагород PEN, яку спонсорують міжнародні філії PEN у понад 145 центрах PEN в усьому світі.

## Переможці
- 1985 Єпископ Гельмут Френц
- 1987 Кетлін фон Сімсон
- 1989 Анжеліка Мехтель
- 1991 Кріста Бремер
- 1993 Йоганнес Маріо Сіммель
- 1994 Карола Стерн
- 1995 Гюнтер Грасс
- 1996 Віктор Пфафф
- 1997 SAID
- 1998 Герман Шульц
- 1999 Олександр Ткаченко
- 2000 Ненад Попович
- 2001 Гарольд Пінтер
- 2002 Сумая Фархат Насер та Гіла Свірський
- 2003 Анна Політковська
- 2004 Bunt statt Braun
- 2005 Журналіст у небезпеці
- 2006 Леоні Оссовський
- 2007 Грант Дінк
- 2008 Меморіал
- 2009 Балтасар Гарсон
- 2010 Лю Сяобо
- 2011 Єгипетський видавець Мухаммед Хашим[2]
- 2012 Ірина Халіп, білоруська журналістка
- 2013 Індекс цензури
- 2014 Вольфганг Калек[3]
- 2015 Gefangenes Wort eV та Madjid Mohit
- 2016 Переклади для правосуддя
- 2017 Томас Б. Шуман